# Passioni (film 1948)
Passioni (Quartet) è un film collettivo britannico del 1948, composto da quattro episodi, ognuno dei quali basato su un racconto di William Somerset Maugham.

## Episodi
- The Facts of Life, regia di Ralph Smart
- The Alien Corn, regia di Harold French
- The Kite, regia di Arthur Crabtree
- The Colonel's Lady, regia di Ken Annakin

## Trama
Nonostante le raccomandazioni dei genitori, una giovane promessa del tennis che partecipa ad un torneo a Montecarlo gioca al casinò e vince una forte somma; incontra una donna che si fa prestare dei soldi dal giovane. Il suo hotel è già chiuso per la notte e la donna lo ospita a casa sua. Durante la notte il ragazzo si accorge che la donna gli sta rubando i soldi vinti e li nasconde in un vaso. Al mattino, prima di andarsene, si riprende i soldi scoprendo in volo che è una somma maggiore di quella che aveva vinto. 
Appassionato di pianoforte, un giovane sceglie la musica contro il volere del padre industriale che lo vuole al suo fianco. Dopo un anno di studi, una pianista lo esamina ma, nonostante la buona tecnica, afferma che manca di talento. Il ragazzo viene trovato morto, ucciso da un colpo di pistola, e la famiglia cerca di far passare la sua morte come accidentale mentre puliva l'arma, e non come un suicidio. 
Una coppia litiga a causa della passione per gli aquiloni del marito, ma poi i due riescono a riappacificarsi.
Un militare che passa da un'avventura all'altra, diventa geloso quando scopre un libretto di poesie scritto dalla moglie e dedicate a un giovane. Scoprirà che erano state scritte molti anni prima proprio per lui.